# Neochóri (ort i Grekland, Epirus, Nomós Ioannínon)
Neochóri (Neochori) är en ort i Grekland.   Den ligger i prefekturen Nomós Ioannínon och regionen Epirus, i den nordvästra delen av landet, 300 km nordväst om huvudstaden Aten. Neochóri ligger 476 meter över havet och antalet invånare är 215.
Terrängen runt Neochóri är kuperad åt sydväst, men åt nordost är den bergig. Runt Neochóri är det tätbefolkat, med 319 invånare per kvadratkilometer. Närmaste större samhälle är Ioánnina, 15,1 km sydost om Neochóri. Omgivningarna runt Neochóri är en mosaik av jordbruksmark och naturlig växtlighet.